# براين كلاي
براين إيزرا تسومورو كلاي (بالإنجليزية: Bryan Ezra Tsumoru Clay)‏ هو متسابق عشاري أمريكي ولد في يوم 3 يناير 1980 في مدينة أوستن في تكساس في الولايات المتحدة لأب أمريكي أفريقي وأم مهاجرة يابانية، أبرز إنجازاته هو فوزه بالميدالية الذهبية في دورة الألعاب الأولمبية الصيفية 2008 في بكين، كما فاز بالميدالية في دورة الألعاب الأولمبية الصيفية 2004 في أثينا، فاز كلاي أيضاً بالميدالية الذهبية في بطولة العالم لألعاب القوى 2005 في هلسنكي، كما فاز بميداليتين ذهبيتين في بطولة العالم لألعاب القوى داخل الصالات 2008 في فالنسيا و2010 في الدوحة وفاز بميداليتين فضيتين في 2006 في موسكو و2004 في بودابست. أثناء صغره تلقى تعليمه في جامعة أزوسا باسيفيك المسيحية الإنجيلية، وفي سنة 2008 ذكر أنه مؤيد للحزب الجمهوري الأمريكي وأنه مسيحي مؤمن.

## روابط خارجية
- براين كلاي على موقع الاتحاد الدولي لألعاب القوى (الإنجليزية)
- براين كلاي على موقع الاتحاد الأمريكي لسباقات المضمار والميدان (الإنجليزية)
- براين كلاي على موقع الاتحاد الأمريكي لسباقات المضمار والميدان (الإنجليزية)
- براين كلاي على موقع اللجنة الأولمبية الدولية (الإنجليزية)
- براين كلاي على موقع أوليمبيديا (الإنجليزية)
- براين كلاي على موقع اللجنة الأولمبية والبارالمبية الأمريكية (الإنجليزية)
- براين كلاي على موقع قاعة هاواي للمشاهير الرياضية (مؤرشف) (الإنجليزية)